# Chemistry (Kelly Clarkson)
Chemistry è il decimo album in studio della cantante statunitense Kelly Clarkson, pubblicato il 23 giugno 2023. Basato sulla relazione e successivo divorzio della cantante da Brandon Blackston, il progetto è divenuto il nono dell'artista a esordire tra le prime dieci posizioni nella Billboard 200 statunitense. Ai Grammy Awards 2024 ha ottenuto una nomination nella categoria al miglior album pop vocale.

## Antefatti
Nel 2019 Clarkson ha annunciato di essere al lavoro ad un nuovo progetto discografico dopo il settimo album in studio Meaning of Life, ritenendo di trarre ispirazione dall'unione di Breakaway (2004) e Stronger (2011), non dichiarando una data di pubblicazione dell'album. Nel giugno 2020 la cantautrice annuncia il divorzio dal marito Brandon Blackston, la cui finalizzazione è avvenuta nel marzo 2022, ottenendo la custodia dei figli come primo genitore. Nel periodo intercorso tra il 2019 e il 2021 la cantante ha affermato di aver scritto oltre sessanta canzoni.
Nel 2021 Clarkson ha pubblicato l'album di musica natalizia When Christmas Comes Around..., posticipando il progetto a cui stava lavorando a causa dello stress emotivo indotto dal divorzio, direzionandosi verso un genere musicale più spensierato e festoso. In un'intervista rilasciata a Variety l'anno successivo, la cantante ha dichiarato che aveva già registrato dei brani nel 2020, ma che essendo un lavoro emotivamente «intenso» ha spiegato alla sua casa discografica di non poter proseguire finché lei stessa non avesse superato il fatto, portandola a dedicarsi per due anni ad altre sonorità più spensierate.

## Descrizione
Il progetto discografico si compone di quattordici tracce, di cui dodici scritte dalla stessa Clarkson, con la partecipazione autoriale di Jesse Shatkin, Carly Rae Jepsen, Nick Jonas, Erick Serna e Alex Hope. Nell'album sono presenti anche due duetti con Steve Martin e Sheila E.
 

Tematicamente l'album affronta le questioni legate al divorzio e alla fine di una relazione romantica, con chiari riferimenti alla storia personale della cantante, come da lei stessa affermato. La cantante, intervistata da Vogue ha spiegato la scelta del titolo dell'album e il processo creativo che ha portato alla sua realizzazione e pubblicazione:

## Accoglienza
Chemistry è stato accolto in maniera perlopiù positiva dalla  critica specializzata.
Sal Cinquemani di Slant Magazine ha riscontrato che musicalmente l'album attinge elementi dai due precedenti album «il pop-centrico Piece by Piece e Meaning of Life, ispirato al soul», definendolo «un ciclo di canzoni vagamente strutturato, documenta le fasi del dolore della Clarkson dopo la separazione dal marito».  Ilana Kaplan di Rolling Stone ha dichiarato che «sebbene l'album sia ricco di ritornelli di stampo teatrale affiancati da grandi riff di chitarra» esso si sostiene principalmente «sulla voce emotiva della Clarkson e su testi che mettono a nudo l'anima, trasformando Chemistry nel suo progetto più vulnerabile dai tempi di My December».
In una recensione meno entusiasta, Lindsay Zoladz del New York Times ha scritto che l'album «alla fine si sente come un'occasione mancata di maggiore profondità e audacia» per Clarkson, poiché «non riesce a trovare un suono che si adatti alla crudezza di molti dei suoi argomenti».  Difatti Zoladz scrive che «le aspettative erano alte per una catarsi della terra bruciata da parte della donna che ha scatenato la canzone di rottura più bella del millennio, Since U Been Gone».

## Tracce
1. Skip This Part – 3:37 (Kelly Clarkson, Jason Halbert)
2. Mine – 3:11 (Kelly Clarkson, Erick Serna, Jesse Shatkin)
3. High Road – 3:19 (Rachel Orscher, Justin Womble, Jane Black, Jason Halbert)
4. Me – 3:35 (Kelly Clarkson, Taylor Rutherford, Josh Ronen, Jason Halbert, Jesse Shatkin)
5. Down to You – 3:09 (Kelly Clarkson, Jesse Shatkin, Maureen McDonald)
6. Chemistry – 2:30 (Kelly Clarkson, Erick Serna, Jesse Shatkin, Randy Runyon)
7. Favorite Kind of High – 2:55 (Kelly Clarkson, Carly Rae Jepsen, Jesse Shatkin)
8. Magic – 3:15 (Kelly Clarkson, Jesse Shatkin, Randy Runyon)
9. Lighthouse – 3:21 (Kelly Clarkson, Jesse Shatkin, Aben Eubanks)
10. Rock Hudson – 3:22 (Kelly Clarkson, Jesse Shatkin)
11. My Mistake – 3:16 (Jesse Shatkin, Alex Hope, Sean Douglas)
12. Red Flag Collector – 2:58 (Kelly Clarkson, Jason Halbert, Jaco Caraco)
13. I Hate Love (feat. Steve Martin) – 3:33 (Kelly Clarkson, Jesse Shatkin, Nick Jonas)
14. That's Right (feat. Sheila E.) – 2:39 (Kelly Clarkson, Erick Serna, Jesse Shatkin)

## Successo commerciale
Chemistry ha esordito alla posizione numero 6 della Billboard 200 con 53,000 unità equivalente ad album guadagnate, di cui 9,000 unità rappresentano 11,25 milioni di streaming on-demand e 43,000 vendite di album, rendendolo l'album fisico più venduto della settimana negli Stati Uniti. Grazie a tale risultato il progetto risulta essere il nono album della Clarkson ad esordire tra le prime dieci posizioni della classifica.

## Classifiche
| Classifica (2023) | Posizione massima |
| ----------------- | ----------------- |
| Australia         | 31                |
| Canada            | 15                |
| Germania          | 81                |
| Regno Unito       | 34                |
| Stati Uniti       | 6                 |
| Svizzera          | 36                |